# Bułat Dżumadiłow
Bułat Nuriddinowicz Dżumadiłow (oryg. Булат Нуриддинович Джумадилов; ur. 22 kwietnia 1973 w Tarazie) – kazachski bokser, dwukrotny srebrny medalista olimpijski w kategorii muszej.
W 1995 zdobył srebrny medal na mistrzostwach świata w Berlinie, pokonując kolejno Paula Shepherda, Serhija Kowhanko, Rachida Bouaitę i Joniego Turunena. W finale przegrał z Zoltanem Lunką.
Rok później na igrzyskach olimpijskich w Atlancie zajął drugie miejsce, przegrywając w finale z Maikro Romero. W drodze do finału pokonał Władysława Neimana, Serhija Kowhanko, Damaena Kelly'ego i Zoltana Lunkę.
Na kolejnych mistrzostwach świata w 1997 wywalczył brązowy medal, pokonując Martína Castillo, Petera Balaza i Alishera Rakhimova. W półfinale przegrał jednak z późniejszym srebrnym medalistą, Ilfatem Raziapowem.
Dwa lata później na mistrzostwach świata w Houston zdobył tytuł mistrza świata. W drodze do finału pokonał Sulejmana Pekdogana, Wachtanga Darczinjana, Johna Medinę i Polaka Andrzeja Rżanego. W finale pokonał w stosunku 6:4 Omara Andrésa Narváeza.
Na igrzyskach olimpijskich w Sydney w 2000 zdobył swój drugi srebrny medal olimpijski, pokonując Kennedy'ego Kenyantę, Wachtanga Darczinjana i Jérôme'a Thomasa. W finale przegrał z Wijanem Ponlidem (19:12).